# Elephant (Film)
Elephant ist ein US-amerikanisches Filmdrama von Gus Van Sant aus dem Jahr 2003. Die Handlung bezieht sich sehr frei auf den Amoklauf an der Columbine High School in Colorado, USA, im Jahr 1999.

## Handlung
An einem Herbsttag kreuzen sich an einer amerikanischen Highschool die Lebenswege einer Gruppe von Schülern. John wird von seinem alkoholkranken Vater zur Schule gefahren, nimmt ihm dort die Autoschlüssel ab und hinterlegt sie im Sekretariat. Elias, der Fotos für seine Mappe macht, durchstreift auf der Suche nach Motiven das Schulgelände. Die schüchterne Michelle wird, bevor sie ihre Aushilfsarbeit in der Schulbibliothek antritt, von ihrer Lehrerin wegen der Weigerung, kurze Hosen zum Sport zu tragen, ermahnt. Jeder bzw. jede von ihnen begegnet im Laufe dieses Tages einmal Alex und Eric, zwei Mitschülern, die sich, eingedeckt mit Waffen und Sprengkörpern, zur Schule begeben haben, um so viele Menschen wie möglich zu töten. In Rückblenden sieht man, wie sie mit ihren Waffen hantieren, Ego-Shooter-Spiele spielen, teilnahmslos Dokumentarfilme über das „Dritte Reich“ anschauen oder wie Alex von einem Mitschüler gehänselt wird, ohne dass einer dieser Momente Aufschluss über ein mögliches Motiv der beiden gibt. Ihrem Amoklauf fallen der Rektor und viele Schüler zum Opfer, dann tötet Alex seinen Freund Eric. Der Film endet abrupt, als Alex ein Pärchen entdeckt, das sich im Kühlhaus versteckt hat, und seine Waffe auf das Paar anlegt.

## Hintergrund

### Produktion
Nach dem kommerziellen Erfolg seines Films Good Will Hunting besaß Van Sant in eigenen Worten die Freiheit, nur Stoffe zu wählen, die ihn persönlich interessierten, ohne Rücksicht auf deren wirtschaftliches Potenzial nehmen zu müssen. Er entschied sich für das Thema Gewalt an amerikanischen Schulen: „Es gab so viele Schießereien an amerikanischen Schulen wie noch nie. Ich wollte einen Film machen, der einzufangen versuchte, was für eine Stimmung unter den Schülern herrschte, die damals zur Schule gingen.“ Als ausführende Produzenten fungierten Bill Robinson und die Schauspielerin Diane Keaton, der Kabelsender HBO und die Filmproduktionsfirma Fine Line Features.
Unter dem Eindruck der Geschehnisse in Columbine schrieb JT LeRoy ein Script mit dem Titel „Tommy gun“, das aber nicht verwendet wurde. Stattdessen gestaltete Van Sant die Geschichte nach den privaten Biografien seiner Laiendarsteller. Die meisten Mitwirkenden übernahmen neben biografischen Details ihre realen Vornamen für ihre Rollen. Bei den Dreharbeiten orientierten Van Sant und sein Kameramann Harris Savides sich am Inszenierungsstil des Cinéma vérité und den Filmen von Frederick Wiseman. Gedreht wurde im November 2002 in einem nicht mehr genutzten Schulgebäude in Portland, Oregon, USA.

### Filmtitel
Der Titel des Films bezieht sich auf den gleichnamigen Kurzfilm von Alan Clarke aus dem Jahr 1989, der kommentarlos eine Reihe von Morden während des Nordirlandkonflikts darstellt. Bernard MacLavertys Beschreibung des Nordirlandkonflikts als „Elefant in unserem Wohnzimmer“ (Elephant in the room) – eine englische Redensart für die Verdrängung eines nicht zu übersehenden Problems – gab dem Film seinen Titel.
Van Sant deutete den Titel von Clarkes und seinem Film als Verweis auf die buddhistische Parabel über die fünf Blinden, die jeder einen anderen Teil eines Elefanten untersuchen und dabei zu fünf unterschiedlichen Ergebnissen kommen: „Sobald Sie eine Erklärung liefern, werden fünf andere Möglichkeiten dadurch negiert, dass Sie die eine gewählt haben. Außerdem stellte sich auch die Frage, was es bringen soll, nach einer Erklärung für etwas zu suchen, für das es nicht unbedingt eine Erklärung gibt.“ Im Film selbst wird diese Deutungsmöglichkeit jedoch nicht thematisiert, der einzige Bezug zum Titel ist eine Illustration eines Elefanten, die im Zimmer des Attentäters Alex hängt.

### Musik
Elephant verfügt nicht über einen eigens komponierten Soundtrack, sondern verwendet klassische und experimentelle Kompositionen von Ludwig van Beethoven, Hildegard Westerkamp, Frances White und Acid Mothers Temple sowie einen Ausschnitt aus einem Vortrag von William S. Burroughs. Ein wiederkehrendes Stück ist Beethovens Mondscheinsonate, die man zu Beginn des Films auf dem Sportplatz der Schule hört. Später spielt Alex Beethovens Für Elise, womit auch musikalisch eine Verbindung zwischen Tätern und Opfern hergestellt wird.
Van Sant verwendete Whites Musik auch in seinen nachfolgenden Filmen Paranoid Park und Milk.

### Filmstart
Der Film hatte seine Premiere am 18. Mai 2003 im Rahmen der Internationalen Filmfestspiele von Cannes, wo er mit der Goldenen Palme als bester Film ausgezeichnet wurde.
Vor allem in Frankreich, wo Elephant am 22. Oktober 2003 in den Kinos anlief, war der Film sehr erfolgreich und verzeichnete über 600.000 Besucher. Am 24. Oktober desselben Jahres startete er in den Vereinigten Staaten und kam bei rund 200.000 Besuchern auf ein Einspielergebnis von etwa 1,2 Millionen US-Dollar. Laut Box Office Mojo erzielte Elephant ein weltweites Einspielergebnis von rund 10 Millionen US-Dollar.

### Veröffentlichung in Deutschland
Elephant startete am 8. April 2004, zwei Jahre nach dem Amoklauf von Erfurt, in den deutschen Kinos, wo er lediglich etwa 36.000 Zuschauer anzog. Auf DVD erschien der Film in Deutschland in zwei unterschiedlichen Fassungen: Auf der „Special Edition“ befindet sich auch der Kurzfilm Elephant von Alan Clarke, weshalb diese von der FSK mit „Keine Jugendfreigabe/Ab 18“ eingestuft wurde. Die reguläre Version ohne den Kurzfilm wurde ab 12 Jahren freigegeben.

#### Synchronisation
Die deutsche Synchronfassung entstand bei der Neue Tonfilm in München.
| Rolle          | Darsteller      | Synchronsprecher  |
| -------------- | --------------- | ----------------- |
| Alex           | Alex Frost      | Manuel Straube    |
| Elias          | Elias McConnell | Clemens Ostermann |
| John McFarland | John Robinson   | Benedikt Gutjan   |
| Mr. McFarland  | Timothy Bottoms | Claus Brockmeyer  |
| Rektor Luce    | Matt Malloy     | Leon Rainer       |
| Carrie         | Carrie Finn     | Maren Rainer      |
| Nathan         | Nathan Tyson    | Stefan Günther    |
| Kurslehrer     | Ellis Williams  | Thomas Albus      |

## Rezeption
Die Kritikermeinung zu Van Sants Film war gespalten, was bei dem amerikanischen Kritikerportal Rotten Tomatoes (wo Elephant eine positive Wertung von 73 % hat) dem „sparsamen und unkonventionellen Stil“ zugeschrieben wird. Viele Filmkritiker lobten den Film in höchsten Tönen, während andere ihn komplett ablehnten. So schrieb Todd McCarthy in Variety, der Film sei „im besten Fall sinnlos und im schlechtesten Fall verantwortungslos“, weil er an ein Thema wie das Columbine-Massaker herangehe, aber keine Einsichten liefere.
Roger Ebert zeigte sich in der Chicago Sun-Times indes von dem Film angetan, da die Abwesenheit von Erklärungen, psychologischen Einblicken und Theorien „einen mutigen und radikalen Schritt“ darstelle. Die Verantwortlichkeit des Films läge gerade darin, dass er sich einer simplen Erklärung verweigere. Auch David Denby schrieb im The New Yorker, dass ein Film, der einfache Erklärungen geliefert hätte, vielen Zuschauern lieber gewesen wäre – in seiner „kühlen Teilnahmslosigkeit“ biete der Film einen „bestürzenden Hauch von Sterblichkeit“, indem er lachende Highschool-Schülerinnen in der Cafeteria den Amokläufern mit ihren tödlichen Waffen entgegenstelle. Elephant verschließe sich vor einer klaren und dramatisierten Erzählung wie in einem üblichen Hollywood-Drama, stattdessen sei der Film eine „faszinierende, geheimnisvolle Meditation“ über das Columbine-Schulmassaker.
Auch Tobias Kniebe von der Süddeutschen Zeitung äußerte sich beeindruckt: „‚Elephant‘ ist ein wahrhaft radikales Werk: Es zeigt den Tod und weigert sich, ihm einen Sinn zu geben. Aber nicht nur das: Es schließt sogar die Möglichkeit aus, dass sich Erkenntnis daraus destillieren ließe. Und feiert am Ende dennoch das Leben: als einen Strom von Geschichten und Momenten, die ihren Wert ganz aus sich selbst gewinnen.“
Die Unkonventionalität, so dagegen Robin Detje in der Zeit, erwürge das „lebensmüde“ Werk. „Was man dabei erhält, ist nicht die bessere Kunst im Dienste eines wirklicheren Lebens, sondern eine undramatische Abbildung. […] Die größte Zumutung in diesem Film ohne Psychologie und Begründungen stellt Van Sants plötzlicher Einfall dar, die Handlungen der Mörder nun doch zu begründen und sich dabei der plattesten Klischees zu bedienen: Keiner mag diese Jungs, also spielen sie Videoballerspiele und gucken Nazivideos, dann greifen sie zur Knarre.“
Lars-Olav Beier vom Spiegel sah den Film, nicht nur wegen der entgegen der erklärten Intention Van Sants eingestreuten „Erklärungshäppchen“, ebenfalls kritisch: „Wie zu den Tätern mag ‚Elephant‘ auch zu den Opfern keine Nähe aufbauen, obwohl der Film ihnen ständig auf den Leib rückt. [Er] zeigt die Banalität des Schüleralltags und vermittelt dem Zuschauer kaum ein Gefühl für den Wert dieser Teenagerleben, die später ausgelöscht werden.“
Das Lexikon des internationalen Films wiederum sah in dem letzten Kritikpunkt die Stärke des Films: „Die kühl-distanzierte Haltung des mit Laien inszenierten Films verstört auch deshalb nachhaltig, weil er sich über weite Strecken die Mühe macht, die späteren Opfer des Massakers in ihrer alltäglichen Normalität darzustellen und als Menschen erlebbar zu machen.“

## Auszeichnungen
- 2003: Goldene Palme und Preis für die Beste Regie auf den Internationalen Filmfestspielen von Cannes
- 2003: New York Film Critics Circle Award für die Beste Kamera an Harris Savides (für Elephant und Gerry)
- 2004: Syndicat Français de la Critique de Cinéma – Bester ausländischer Film